# Featherstone Castle
Featherstone Castle är ett slott i Storbritannien.   Det ligger i grevskapet och kommunen Northumberland i riksdelen England, i den centrala delen av landet, 400 km norr om huvudstaden London. Featherstone Castle ligger 141 meter över havet.
Terrängen runt Featherstone Castle är platt åt nordväst, men åt sydost är den kuperad. Featherstone Castle ligger nere i en dal.Runt Featherstone Castle är det ganska glesbefolkat, med 26 invånare per kvadratkilometer. Närmaste större samhälle är Haltwhistle, 4,7 km nordost om Featherstone Castle. Trakten runt Featherstone Castle består i huvudsak av gräsmarker.